# Paraeuchaeta erebi
Paraeuchaeta erebi är en kräftdjursart som beskrevs av Farran 1929. Paraeuchaeta erebi ingår i släktet Paraeuchaeta och familjen Euchaetidae. Inga underarter finns listade i Catalogue of Life.